# V339 Delphini
Nova Delphini 2013
Désignations
V339 Delphini (en abrégé V339 Del), aussi connu sous le nom PNV J20233073+2046041, est une étoile de la constellation du Dauphin. Elle a explosé en nova en 2013, connue sous le nom Nova Delphini 2013. Elle a été découverte le 14 août 2013 au Japon par Koichi Itagaki, un astronome amateur. La nova est apparue avec une magnitude de 6,8 lors de sa découverte et a atteint une magnitude de 4,3 le 16 août.